# Брубейкер, Эд
Эд Брубейкер (англ. Ed Brubaker; род. 17 ноября 1966, Бетесда, Мэриленд, США) — американский автор комиксов.

## Ранние годы
Брубейкер родился 17 ноября 1966 года в семье офицера морской разведки. Бо́льшую часть своего детства он провёл в заливе Гуантанамо, читая комиксы о Капитане Америка и его закадычном приятеле Баки Барнсе. Они сыграли ключевую роль в сюжетной линии, которую Эд однажды напишет при создании Зимнего Солдата.

## Награды
- 2006 — Harvey Award — Best Writer[3]
- 2007 — Eisner Award — Best Writer[4]
- 2007 — Harvey Award — Best Writer[5]
- 2008 — Eisner Award — Best Writer[6]
- 2010 — Eisner Award — Best Writer[7]